# Karthalabrillenvogel
Der Karthalabrillenvogel (Zosterops mouroniensis) ist eine Vogelart aus der Familie der Brillenvögel. Er ist endemisch am Karthala auf der Komoreninsel Grande Comore. Das Artepitheton bezieht sich auf Moroni, die Hauptstadt der Komoren.

## Beschreibung
Der Karthalabrillenvogel erreicht eine Länge von 13 Zentimetern und eine Flügellänge von 5,6 Zentimetern. Oberkopf, Kopf- und Halsseiten sind stumpf olivbraun. Um die Iris verläuft ein schmaler weißer Augenring. Über dem Zügel ist ein hellgelber Längsstrich zu erkennen. Die Unterseite ist olivgelbgrün. Kehle und Steiß sind lebhaft olivgelbgrün gefärbt. Die gelbgrünliche Tönung der Flanken ist an der Brust verwaschen. Der Schwanz ist einfarbig mattschwarz. Die Jungvögel unterscheiden sich von den adulten Vögeln durch ihre stumpfere Gefiederfärbung und den schmaleren Augenring. Der Kontaktruf des Karthalabrillenvogels besteht aus einem weichen fee fee fee pee pee.

## Lebensraum und Lebensweise
Der Lebensraum des Karthalabrillenvogels ist ein 72 km² großes Areal am Krater des Karthala auf Grande Comore in einer Höhenlage oberhalb 1650 m. Die alpine Vegetation ist von Philippia comorensis-Heidewäldern geprägt. Der Karthalabrillenvogel geht in großen Gruppen auf Nahrungssuche. Gelegentlich ist er in gemischten Schwärmen mit dem Madagaskar-Brillenvogel (Zosterops maderaspatana) zu beobachten. Seine Nahrung besteht aus Früchten und Insekten. Ein Nest wurde vier Meter über dem Boden und ein weiteres einen Meter unterhalb der Spitze einer Philippia-Heide gefunden.

## Status
1958 sind große Flächen der Heidewälder durch die Aktivität des Karthala-Vulkans zerstört worden. Zusätzlich wird die Philippia-Heide durch grasendes Vieh und Feuer bedroht. Mit der stark wachsenden Bevölkerung nehmen die Waldrodungen und die landwirtschaftliche Bodennutzung zu. Seit 1983 sind die intakten Wälder um 25 % zurückgegangen. Ackerflächen haben sich kontinuierlich an den Hängen des Karthala ausgebreitet und reichen bereits in den Lebensraum des Karthalabrillenvogels hinein. Sekundärwälder und der landwirtschaftliche Gürtel sind von invasiven exotischen Pflanzen, wie der Erdbeer-Guave (Psidium cattleianum) dominiert, die den verbliebenen endemischen Wald noch weiter degradieren. Wenn die Pläne, eine Straße am Krater des Karthala zu bauen, verwirklicht werden, könnte die Ausbeutung und die Fragmentierung der Wälder und die Ausbreitung der invasiven Pflanzen beschleunigt werden. Hirtenmainas und Hausratten sind Nahrungskonkurrenten und Nesträuber. 1988 schätzte BirdLife International den Bestand des Karthalabrillenvogels auf zwischen 2.500 und 10.000 Exemplare.